# استیون جی. کنل
استیون جِی. کنل (انگلیسی: Stephen J. Cannell؛ ‏ ۵ فوریهٔ ۱۹۴۱ – ۳۰ سپتامبر ۲۰۱۰) تهیه‌کننده تلویزیونی، نویسنده، رمان‌نویس و بازیگر آمریکایی بود. وی بین سال‌های ۱۹۶۸ تا ۲۰۱۰ میلادی فعالیت می‌کرد.
از فیلم‌ها و مجموعه‌های تلویزیونی که وی در آن نقش داشته است، می‌توان به گانگستر، باره‌تا، کارآگاه راکفورد، گروه تعقیب و نیمه راه مرگ اشاره کرد.
وی همچنین برنده جوایزی همچون جایزه امی شده است.